# Carpinus mollicoma
Carpinus mollicoma är en björkväxtart som beskrevs av Hu Hsien-Hsu. Carpinus mollicoma ingår i släktet avenbokar, och familjen björkväxter. Inga underarter finns listade.